# Hartke
Hartke o Hartke System è una ditta americana produttrice di strumenti musicali, in particolare di amplificatori per chitarre e bassi e degli altoparlanti specifici oltre ad amplificatori per tastiere, effetti, corde ed accessori.
Hartke è divenuta famosa per avere introdotto l'utilizzo dei coni in alluminio nei diffusori per basso, che garantivano un suono più definito ed una gamma sonora più ampia di quella ottenibile utilizzando i tradizionali coni in cellulosa cartacea.
Il primo diffusore mai prodotto dalla Hartke fu costruito per il celeberrimo bassista Jaco Pastorius. In breve i prodotti della ditta statunitense si ricavarono un proprio spazio nel mercato dei musicisti professionisti tra i quali citiamo Victor Wooten, Will Lee, Stu Hamm, Jack Bruce dei Cream, Tom Hamilton degli Aerosmith e molti altri.
In breve la Hartke si è affermata nel mercato mondiale offrendo una vasta gamma di prodotti: dal piccolo amplificatore per lo studio casalingo ai potenti impianti per i concerti dal vivo.
Il fondatore della compagnia, Larry Hartke, forte della garanzia di qualità ed affidabilità dei propri prodotti, ha addirittura deciso di rendere pubblico il proprio numero di telefono cellulare al quale tutti i clienti possono contattarlo per chiedergli ragguagli e suggerimenti tecnici.
Gli strumenti della Hartke sono distribuiti in tutto il mondo dalla Samson Technologies Corporation